# Givers
Givers, souvent stylisé GIVERS, est un groupe de rock indépendant américain, originaire de Lafayette, en Louisiane. Givers se caractérise par un style musical original : une conjonction d'indie pop, de power pop et de musique du monde qui invite à la danse. En spectacle, l'on peut voir une partie du public porter un habillement coloré et afficher leur visage peint, pendant que sur scène Tiffany Lamson passe du ukulélé aux percussions et au glockenspiel tout en chantant.

## Biographie

### Débuts  (2005-2009)

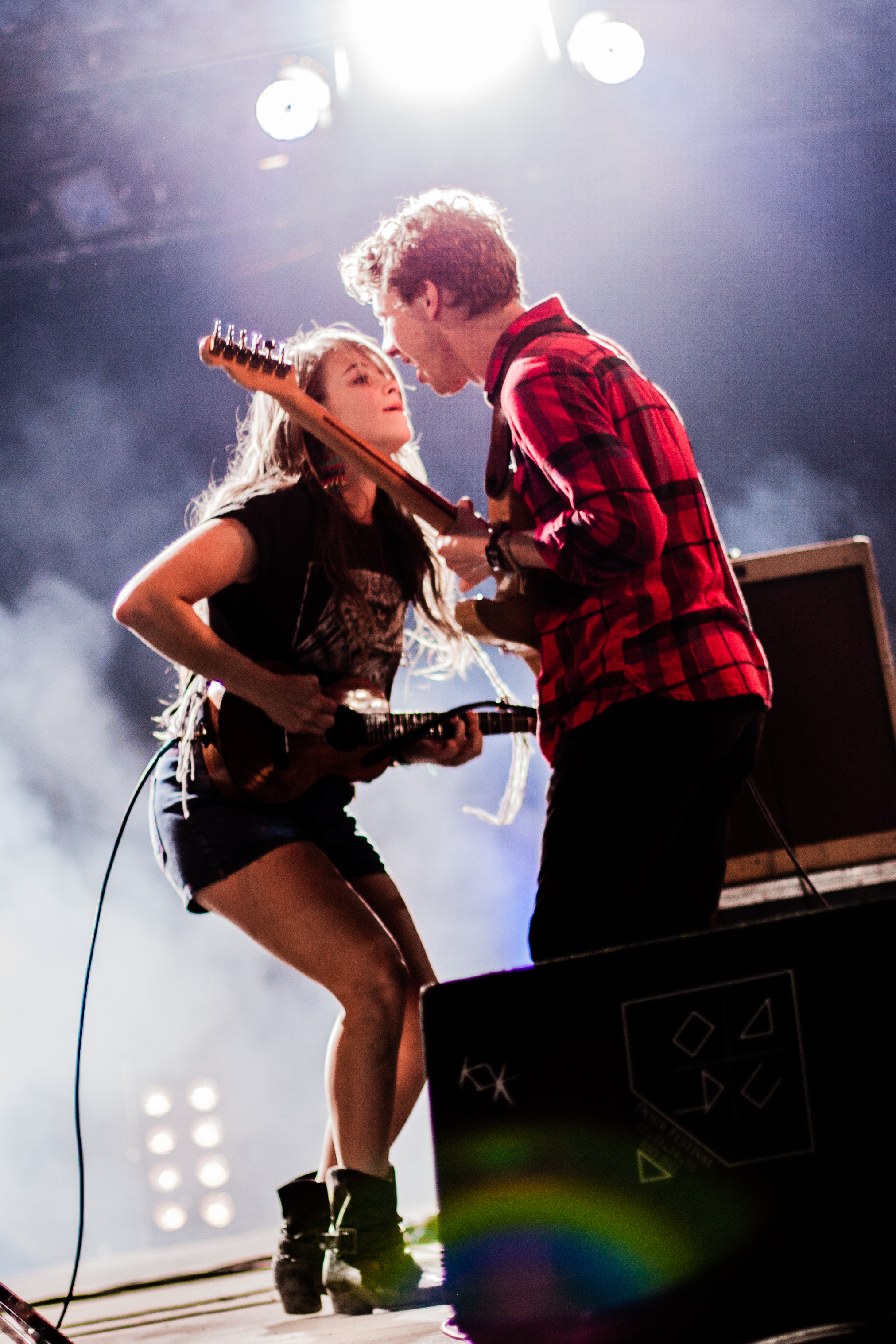
Givers au Dour Festival, en 2012.

Se connaissant depuis l'école secondaire au Lafayette High School, de Louisiane, le groupe a pris forme fortuitement en novembre 2008 au Caffé Cottage (Lafayette) lors du remplacement improvisé d'une autre formation qui avait préalablement annulé son spectacle à la dernière minute. La chimie musicale était si évidente que les membres actuels ont décidé de quitter leur ex-formation musicale pour former Givers.
De janvier à juillet 2009, Givers joue sur la scène locale louisianaise, principalement à Lafayette, Baton Rouge et à La Nouvelle-Orléans où ils ont su à chaque occasion accroître leur foule. Le 16 juillet 2009, assurant la première partie des Dirty Projectors au Chelsea’s de Baton Rouge, pour ce qui devait être à l'origine qu'une seule et unique représentation, Givers est remarqué par le leader des Projectors Dave Longstreth, qui interrompt plusieurs fois sa performance pour complimenter Givers, les nommant entre autres « a regional commodity… the Star Trek of rock ‘n’ roll », et plus tard « ...a true nation treasure »,. À la demande de Longstreth, une tournée de la côte Est des États-Unis suit avec Dirty Projectors à l'automne 2009, ainsi que la sortie de leur premier EP éponyme le 11 septembre 2009 au Nitetown de Lafayette. Depuis lors, Givers fait entre autres une tournée de la côte Ouest des États-Unis avec Ra Ra Riot, une série de festivals dont le Festival international de Louisiane, le Austin City Limits Music Festival, le South by Southwest à Austin, Texas, ainsi qu'une tournée européenne à l'été 2011. Propulsé par l'accumulation des critiques positives, Givers est qualifié de « Best of What’s Next » par Paste de « Band to Watch » par Stereogum, de « Ten Acts that Rocked South by Southwest » par Time et de « nouveau groupe du jour » par The Guardian.

### In Light(2010-2015)
Le 1er février 2011, Givers signe avec Glassnote Records Le 7 juin 2011, Givers lance son premier album studio, intitulé In Light. MusicRemedy commente In Light de la façon suivante: « Refreshingly alive with melody, endless energy, and downright danceability... ». Le 13 juin 2011, Givers fait ses débuts à la télévision américaine au Late Night with Jimmy Fallon. Le 29 août 2011, par le biais de sa page Facebook, EA Sports annonce officiellement que la chanson Up Up Up fera partie de la bande son de leur jeu vidéo de football FIFA 12. Le 28 septembre 2011, Amazon.com sort sa publicité pour sa tablette tactile Kindle Fire qui comprend la chanson Words de Givers comme trame sonore. Le 29 septembre 2011, Givers est l'invité musical au Jimmy Kimmel Live!. En octobre 2011, Turner Classic Movies, utilise la chanson Saw You First pour faire la promotion de sa chaîne de télévision par câble. Le 5 novembre 2011, Amazon.com lance une deuxième publicité pour sa tablette tactile Kindle Fire qui comprend la chanson Atlantic.
Le 31 mai 2012, Windows 8 utilise la chanson Up Up Up dans le cadre d'une publicité en avant-première.

### New Kindgdom(depuis 2015)
En 2015, Givers publie l'album New Kindgdom, considéré par le magazine australien Rolling Stone comme un CD qui « fatiguera rapidement l'auditeur. »

## Membres

### Membres actuels
- Kirby Campbell - chœurs, batterie (ex-batteur de Uma Zuma[27])
- Taylor Guarisco - voix, guitare (bassiste de Terrance Simien)
- Tiffany Lamson (Tiff) - voix, percussions, ukulélé, glockenspiel (ex-Rotary Downs, ex-Arbor Vitae[28]
- Joshua Leblanc (Josh) - chœurs, basse (ex-bassiste et trompettiste de Uma Zuma[27]
- Nick Stephan - chœurs, flûte, saxophone, clavier (depuis 2011)

### Ancien membre
- Will Henderson - chœurs, clavier (2008-2010)

## Discographie
- 2009 : Givers EP (Valcour Records)
- 2011 : In Light (Glassnote Records)
- 2015 : New Kingdom